# Norra Bro
Norra Bro – miejscowość (tätort) w Szwecji, w regionie administracyjnym (län) Örebro, w gminie Örebro.
Według danych Szwedzkiego Urzędu Statystycznego liczba ludności wyniosła: 880 (31 grudnia 2015), 894 (31 grudnia 2018) i 891 (31 grudnia 2019).